# Карцев, Василий Михайлович
Васи́лий Миха́йлович Ка́рцев (9 апреля 1920, Егорьевск, Рязанская губерния — 11 апреля 1987, Рязань) — советский футболист. Заслуженный мастер спорта СССР.

## Биография
Воспитанник юношеской клубной команды «Красное знамя» (Егорьевск) — 1934—1936. До московского «Динамо» выступал за команды: «Красное знамя» (Егорьевск) — 1937—1938, «Локомотив» Москва — 1939—1940. За московское «Динамо» дебютировал 20 мая 1945 года со «Спартаком» (1:1). Дебютант на 62-й минуте забил гол, сравняв счёт, а на 75-й был удалён с поля за грубость.
Чемпион СССР 1945 и 1949 годов; второй призёр чемпионатов СССР 1946, 1947 и 1948 годов. Финалист Кубка СССР 1945 года. Чемпион Москвы 1942 года. Обладатель Суперкубка Москвы 1942 года. Обладатель Кубка всесоюзного общества «Динамо» 1948 года. Участник и один из героев знаменитой поездки московского «Динамо» по Великобритании в ноябре 1945 года. В списке «33-х лучших футболистов страны» 1 раз — № 2 (1948).
Один из грозных и ярких форвардов первых послевоенных лет. Хрупкого телосложения, болезненный (с юных лет был предрасположен к туберкулёзу), не отличался выносливостью и работоспособностью. Но за счёт мгновенного стартового рывка, резкой взрывной скорости, тонкого понимания игры и сильного хлёсткого удара почти без замаха стал одним из самых результативных нападающих второй половины 40-х годов.
В 1952 году окончил школу тренеров при ГЦОЛИФКе. В 1955—1958 годах работал старшим тренером динамовских команд Ярославля, Ростова-на-Дону и Свердловска. Работал старшим тренером команды «Спартак» (Рязань) — 1959—1960 (по июнь), 1961 (по июнь). С августа 1962 года работал радиомонтажником на Рязанском радиозаводе.
Скончался 10 апреля 1987 года в Рязани. Похоронен на 33-м участке Новогражданского кладбища в Рязани.

## Достижения
- Заслуженный мастер спорта СССР (1948).
- Чемпион СССР 1945, 1949.
- Финалист Кубка СССР 1945.
- Участник турне московского «Динамо» по Великобритании в ноябре 1945 года.